# Gustave Sandras
Gustave Sandras (La Crotz de Barrés, França 1872 - 1954) fou un gimnasta artístic francès, guanyador d'una medalla olímpica d'or.

## Biografia
Va néixer el 24 de febrer de 1872 a la ciutat de La Crotz de Barrés, població situada al departament de l'Avairon. Va morir el 1954.

## Carrera esportiva
Considerat un dels precursors de la gimnàstica moderna, va participar, als 28 anys, en els Jocs Olímpics d'Estiu de 1900 realitzats a París (França), on va aconseguir guanyar la medalla d'or en la prova individual del concurs general de gimnàstica, esdevenint el primer campió d'aquesta prova.